# Guerres de l'Opi
Les Guerres de l'Opi (xinès tradicional: 鴉片戰爭, xinès simplificat: 鸦片战争, pinyin: Yāpiàn Zhànzhēng), també conegudes com a Guerres anglo-xineses (Anglo-Chinese Wars), foren un conflicte armat entre la Gran Bretanya i la Xina a mitjan segle xix.
El contraban britànic d'opi de l'Índia Britànica a la Xina menyspreant les lleis de la dinastia Qing, va abocar a la guerra oberta en dues ocasions.
La derrota de la Xina en les dues guerres va obligar el seu govern a tolerar el comerç de l'opi. Gran Bretanya va obligar el govern xinès a signar el Tractat de Nanjing i el Tractat de Tianjin, que incloïen disposicions per a l'obertura de nous ports al comerç exterior, per a tarifes fixes, pel reconeixement d'ambdós països en condicions d'igualtat, i per a la cessió de Hong Kong a Gran Bretanya. Els britànics també van obtenir drets extraterritorials. Diversos països van seguir els britànics i van buscar acords semblants amb la Xina. Molts xinesos es van sentir humiliats amb aquests acords i es considera que van contribuir fortament a la Rebel·lió Taiping (1850-1864), a la Rebel·lió Boxer (1899-1901), i la caiguda de la Dinastia Qing el 1912, posant fi a les dinasties xineses. Les guerres de l'opi van obrir sobtadament i per la força la Xina al món.

## Rerefons
El comerç marítim directe entre Europa i la Xina es va iniciar el segle xvi, després que l'Imperi Portuguès conquerís la ciutat índia de Goa a mitjan segle, i el 1557 s'establís a Macau, al sud de la Xina. Després de la conquesta de les Filipines per part espanyola, l'intercanvi de mercaderies entre la Xina i l'oest es van accelerar espectacularment.
La ruta dels galions de Manila van portar més plata directament des de les mines d'Amèrica del Sud cap a la Xina del que arribava per terra a través de la Ruta de la Seda, o fins i tot a través de les rutes comercials portugueses dels oceans índic i pacífic. Davant d'aquesta gran quantitat de comerç, el govern de la dinastia Qing va intentar limitar el contacte amb el món exterior, només autoritzant el comerç a través del port de Canton (ara Guangzhou). Això va provocar l'establiment d'una estricta burocràcia i de monopolis autoritzats per a restringir el flux del comerç, la qual cosa va derivar en alts preus per als productes importats i escassetat en la demanda. L'imperi espanyol va començar a vendre opi, juntament amb productes del Nou Món, com el tabac i blat de moro, als xinesos amb la finalitat d'evitar un dèficit comercial.
La baixa demanda dels xinesos per les mercaderies europees i l'alta demanda europea de mercaderies xineses, incloent-hi el te, la seda i la porcellana, van obligar els mercaders europeus a pagar aquestes mercaderies amb plata, l'únic producte que els xinesos acceptaven. Des de mitjans del segle xvii es van importar a la Xina al voltant de 28 milions de quilograms de plata. Això no era una solució viable a llarg termini per mantenir un comerç dinàmic. Gran Bretanya, que havia estat utilitzant el patró or des de mitjans del segle xviii, es va trobar que havia de comprar plata a altres països europeus. Durant aquest segle, malgrat les protestes del govern xinès, els britànics van començar a importar opi de l'Índia. A causa de la seva forta naturalesa addictiva i al seu atractiu generalitzat, l'opi va ser una solució efectiva al problema del comerç. Així es va garantir un mercat de consum per les drogues, i el flux de la plata a la Xina que havia amenaçat de paralitzar l'economia britànica i la d'altres països europeus es va invertir. Reconeixent el creixent nombre d'addictes, l'emperador Yongzheng va prohibir el 1729 la venda i el consum d'opi, i només va permetre la importació de petites quantitats d'opi amb finalitats medicinals.

## Creixement del comerç d'opi

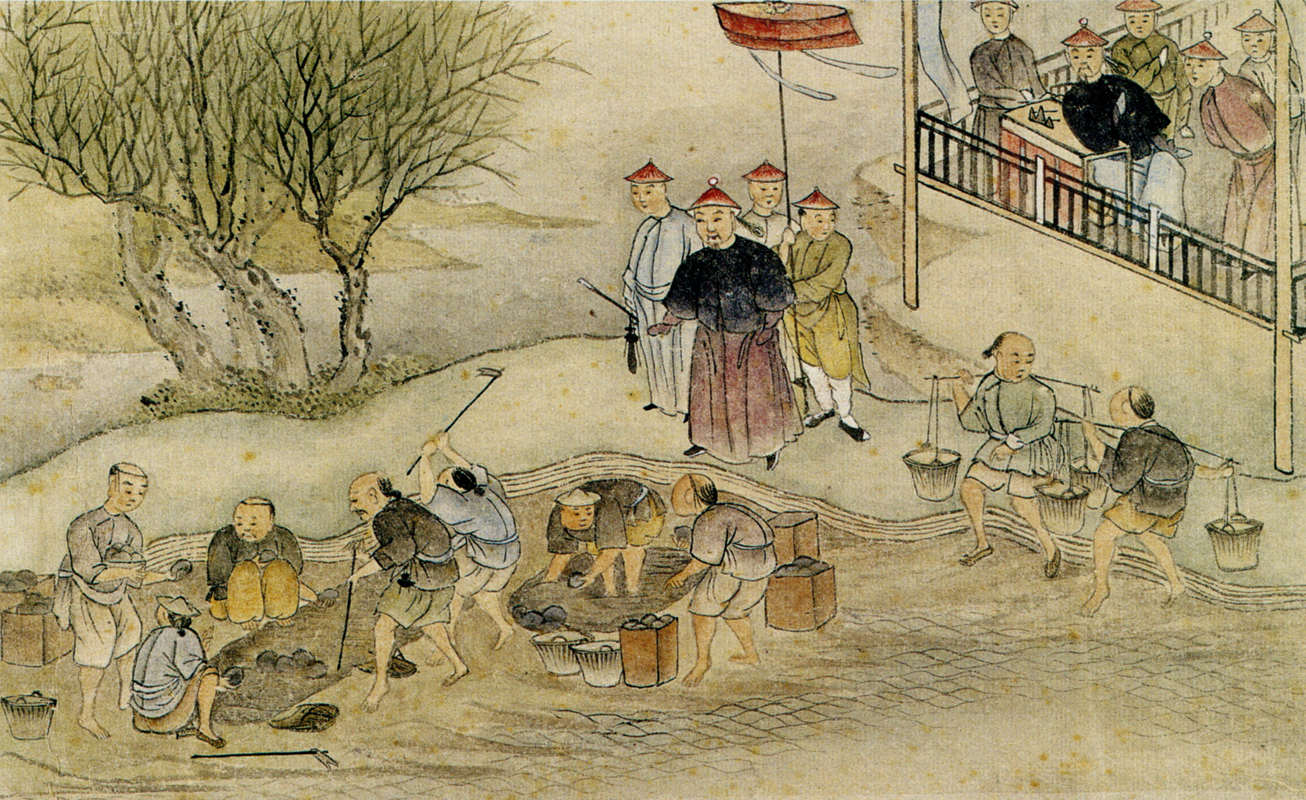
Destrucció d'opi

Després de la batalla de Plassey el 1757, en la qual els britànics van annexar Bengala al seu imperi, la Companyia Britànica de les Índies Orientals va tractar d'aconseguir el monopoli de la producció i l'exportació de l'opi a l'Índia. El monopoli va començar realment el 1773, quan el governador general Britànic de Bengala va abolir el sindicat de l'opi a Patna. Durant els cinquanta següents anys, el comerç d'opi va ser la clau perquè la Companyia Britànica de les Índies Orientals es mantingués al subcontinent.
Tenint en compte que l'exportació d'opi a la Xina havia estat pràcticament prohibida per la legislació xinesa, la Companyia Britànica de les Índies Orientals va establir i elaborar un règim de comerç basant-se parcialment en els mercats legals, i en part aprofitant els il·lícits. Els comerciants britànics que no portaven opi, compraven te a crèdit Canton, i saldaven el seu deute mitjançant la venda d'opi a la subhasta de Calcuta. A partir d'aquí, l'opi arribava a la costa xinesa ocult a bord dels vaixells britànics i aleshores es passava de contraban a la Xina a través de comerciants nadius. El 1797 la companyia va reforçar el seu control sobre el comerç d'opi mitjançant l'aplicació de comerç directe entre productors d'opi i els britànics, i posant fi al paper dels agents de compra de Bengala.
Les exportacions britàniques d'opi a la Xina va passar d'unes 15 tones el 1730 a 75 tones el 1773. El producte es va lliurar dins de més de dos mil cofres, cadascun amb 140 lliures (64 kg) d'opi. Mentrestant, les negociacions entre el Comte George Macartney i l'emperador Qianlong, per tractar de suavitzar les mesures de prohibició de comerç de l'opi aplicades pel govern xinès, van arribar a un punt crític el 1793, i finalment van acabar sense èxit.
El 1799 la dinastia Qing va restablir la prohibició d'importar opi a la Xina. L'Imperi Xinès va fer públic, el 1810, el següent decret:
L'opi és perjudicial. L'opi és un verí que va minant la nostra moral i els bons costums. El seu ús està prohibit per la llei. Ara, el plebeu, Yang, s'atreveix a portar-lo a la Ciutat Prohibida. De fet, viola la llei!
Tanmateix, les compres recents i els consumidors d'opi han crescut enormement. Falsos comerciants compren i venen per a obtenir beneficis. La duana de la porta de Ch'ung-wen va ser originalment creada per supervisar la recollida de les importacions (no tenia cap responsabilitat en relació amb el contraban d'opi). Si limitem la nostra recerca d'opi als ports marítims, temem que la recerca no serà prou profunda. També hem d'ordenar al comandant general de la policia i als policies de les cinc portes que prohibeixin l'entrada d'opi i el cerquin a totes les portes. En cas que capturin infractors, se'ls ha de castigar immediatament i s'ha de destruir l'opi al mateix temps. Pel que fa a Kwangtung i Fukien, les províncies a partir de les quals prové l'opi, s'ordena als seus virreis, governadors i superintendents de la duana marítima de dur a terme una exhaustiva cerca d'opi, i tallar el seu subministrament. No haurien de considerar de cap manera paper mullat aquest decret i permetre que l'opi passi de contraban!
El decret va resultar poc efectiu. El govern Qing, establert a Beijing, al nord de la Xina, va ser incapaç d'aturar el contraban d'opi a les províncies del sud. La porosa frontera xinesa i l'augment de la demanda local només feia que encoratjar a l'ansiosa Companyia de les Índies Orientals, que tenia el monopoli sobre el comerç d'opi reconegut pel govern britànic, que al seu torn volia plata. Als voltans de 1820, la Xina importava unes 900 tones anuals d'opi de Bengala.

## Lin Zexu i la guerra vers l'opi
Lin Zexu, governador general de Hunan i Hubei, adonant-se de les conseqüències de l'abús en el consum d'opi, es va embarcar en una campanya contra l'opi, en la qual va arrestar 1700 venedors i va confiscar i destruir 1180 tones (2,6 milions de lliures) d'opi.
Encara que Lin Zexu era considerat popularment un home de conducta superlativa i moral alta, la seva guerra vers la droga il·lícita finalment va fracassar. L'emperador el va convertir en un boc expiatori, sota la forta pressió de les potències occidentals, per haver provocat la represàlia militar britànica a la Primera Guerra de l'Opi. Avui en dia, Lin Zexu, és vist com un heroi xinès del segle xix que va oposar resistència a l'imperialisme europeu, i la seva imatge ha estat immortalitzada a diversos llocs arreu del món.